# 佩里科市

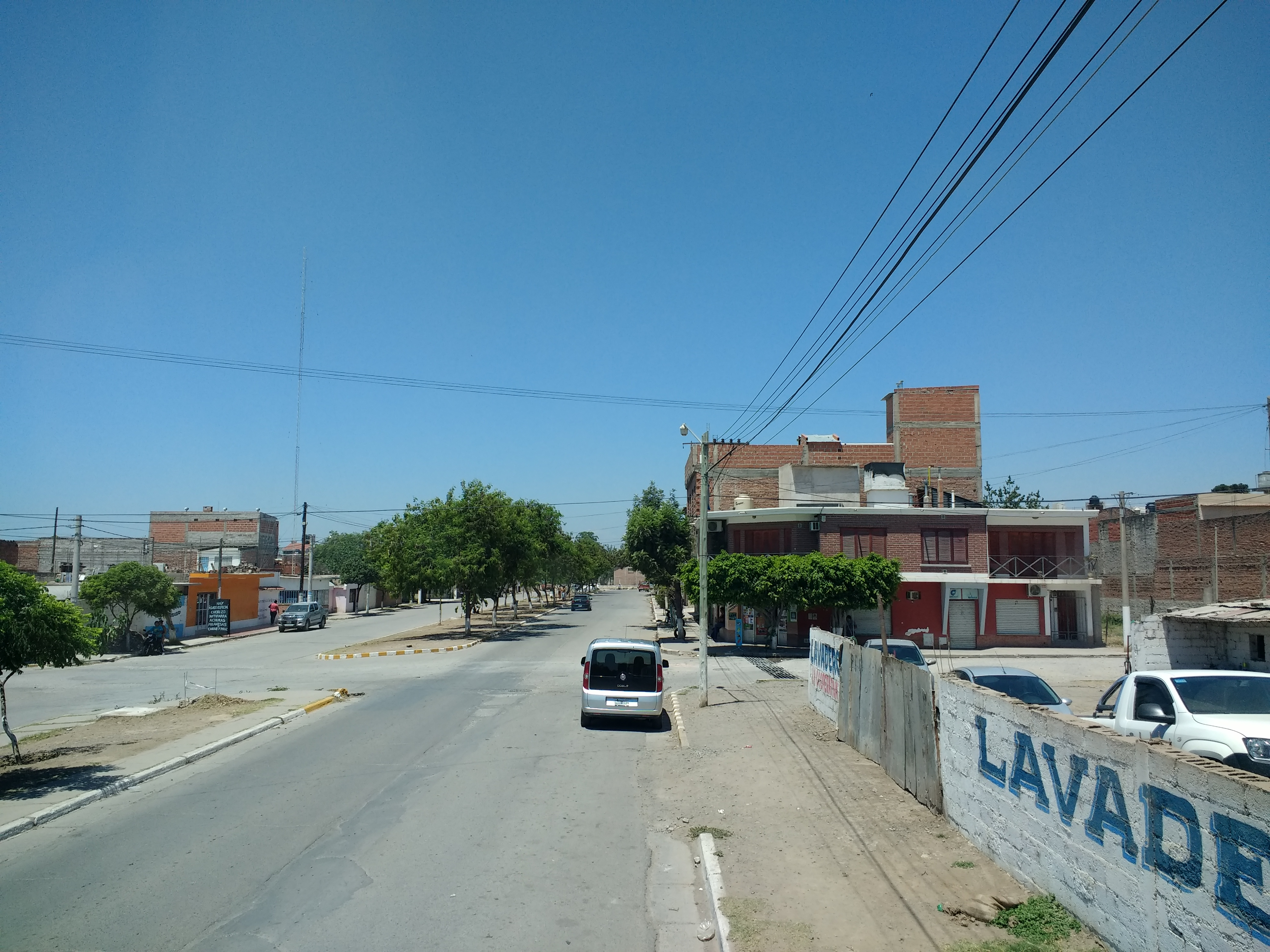
佩里科市

佩里科市（西班牙語：Perico）是阿根廷的城鎮，位於該國西北部，由胡胡伊省負責管轄，距離首府聖薩爾瓦多-德胡胡伊26公里，始建於1913年10月29日，海拔高度895米，2012年人口49,422。

## 外部連結
- Samuel Condori: Perico City （西班牙文）